# 藤原道長 (南家)
藤原 道長（ふじわら の みちなが）は、平安時代初期の貴族。藤原南家乙麻呂流、参議・藤原真友の子。官位は従五位下・越中権守。

## 経歴
娘・小童子が仁明天皇の宮人となり、重子内親王を産んだ。『六国史』には、本人についての記録はないが、『日本三代実録』に孫・重子内親王の没記事に従五位下と記されている。

## 系譜
- 父：藤原真友
- 母：藤原蔵下麻呂の娘
- 妻：不詳
  - 男子：藤原諸氏
  - 女子：藤原小童子 - 仁明天皇宮人